# داستان‌های جان چیور
داستان‌های جان چیور (انگلیسی: The Stories of John Cheever) نام مجموعه داستان‌های کوتاه جان چیور است که در سال ۱۹۷۸ چاپ و منتشر شد. این کتاب برندهٔ جایزه پولیتزر برای داستان و جایزه انجمن منتقدان کتاب شد و در سال ۱۹۸۲ توانست جایزه کتاب ملی را از آن خود کند.